# DAKK Dél-alföldi Közlekedési Központ
A DAKK Dél-alföldi Közlekedési Központ Zrt. (röviden DAKK Zrt.) Bács-Kiskun, Békés megye|Békés és Csongrád megye, valamint Baranya megye Mohácsi járásának keleti, a megye többi részétől híd híján a Duna által elvágott részének autóbusz-közlekedését látta el 2015. január 1-jétől 2019. szeptember 30-ig, az egykori Bács Volán, Körös Volán, Kunság Volán és Tisza Volán jogutódjaként. Autóbusz-állomásai Bácsalmáson, Baján, Békésen, Békéscsabán, Csongrádon, Gyulán, Hódmezővásárhelyen, Kalocsán, Kecskeméten, Kiskőrösön, Kiskunfélegyházán, Kiskunhalason, Kisteleken, Makó, Orosházán, Szarvason, Szegeden, Szeghalomban és Szentesen, járműjavítói pedig Baján, Békéscsabán, Gyulán, Kecskeméten, Kiskunhalason, Makón, Orosházán, Szegeden és Szentesen voltak megtalálhatóak.

## Története
A kormány 2012-ben döntött a 24 Volán-társaság régiós közlekedési vállalatokba szervezéséről a szolgáltatás színvonalának emelése érdekében. Ennek előkészítésére 2012. november 19-én létrehoztak hat új közlekedési vállalatot, köztük a Dél-alföldi Közlekedési Központot is. Ezek a vállalatok kezdetben nem végeztek személyszállítást, hanem azt 2014. december 31-ig a leánytársaságokká alakított Volán-társaságok folytatták, a DAKK esetében a Bács, a Körös, a Kunság és a Tisza Volán. A Volán vállalatok 2015. január 1-jén olvadtak be anyavállalatukba, ezzel együtt a közlekedési központok átvették a Volánok korábbi feladatait is. A cég székhelye az alapítástól kezdve Békéscsabán, a Körös Volán hajdani székházában volt, amelyet kormánydöntéssel, különösebb indoklás nélkül 2016. október 12-től Kecskemétre telepítették.
2019-ben ismét döntés született az állami közlekedési vállalatok átszervezéséről: június 20-án aláírták a hat közlekedési központ beleolvasztását a Volánbuszba, ezzel egy állami közlekedési cég maradna. Az összeolvadást 2019. október 1-jével valósították meg felkészülve a 2017. év végéről 2020 végére módosított autóbuszos piacnyitásra.

## Tevékenysége
2019. szeptember 30-ig a DAKK Zrt. közlekedtette a Bács-Kiskun, Békés és Csongrád megye 254 települését kiszolgáló elővárosi, regionális és országos járatokat, továbbá a Bajáról, Kecskemétről, Szegedről, valamint Békéscsabáról induló országos autóbuszjáratok egy részét.
A cég megszűnéséig Baján 6, Békésen 1, Békéscsabán 13, Csongrádon 3, Gyulán 2, Hódmezővásárhelyen 9, Kecskeméten 45, Makón 1, Mezőberényben 2, Mórahalmon 1, Orosházán 7, Szegeden 36, Szentesen pedig 3 vonalon helyi járatot üzemeltetett.